# Церковь Троицы на Редятине улице
Церковь Троицы на Редятине улице (в Ямской слободе) — православный храм в Великом Новгороде. Построен в XIV веке, перестроен в XVIII и XIX веках.

## История
Деревянная церковь на этом месте была построена в 1165 году. Строительство каменной церкви, согласно летописям, датируется 1365 годом. Строителями были «югорцы» — новгородские купцы, связанные торговыми отношениями с Югрой.
В 1734 году здание было капитально перестроено: был сохранён план, сохранилось расположение входов, стены на высоту 1,5-2 м, частично использован материал XIV века, однако формы были изменены. В 1830 году основной объём вновь перестроен, пристроены каменные паперть, трапезная и колокольня (до этого они были возведены в конце XVIII века в дереве).
В 1975—1979 годах про руководством Л. Е. Красноречьева храм исследован и реставрирован по состоянию на XVIII век, остатки храма XIV века в интерьере раскрыты и законсервированы. В здании до середины 2000-х годов располагалась мастерская художников-реставраторов.
В настоящее время храм возвращён Русской Православной Церкви. В церкви совершаются богослужения по субботам в 9:00 (исповедь — с 8:30, Божественная Литургия — в 9:00). В храме совершаются Богослужения для учащихся МАОУ «Школа № 20 имени Кирилла и Мефодия» (православно-ориентированная школа).

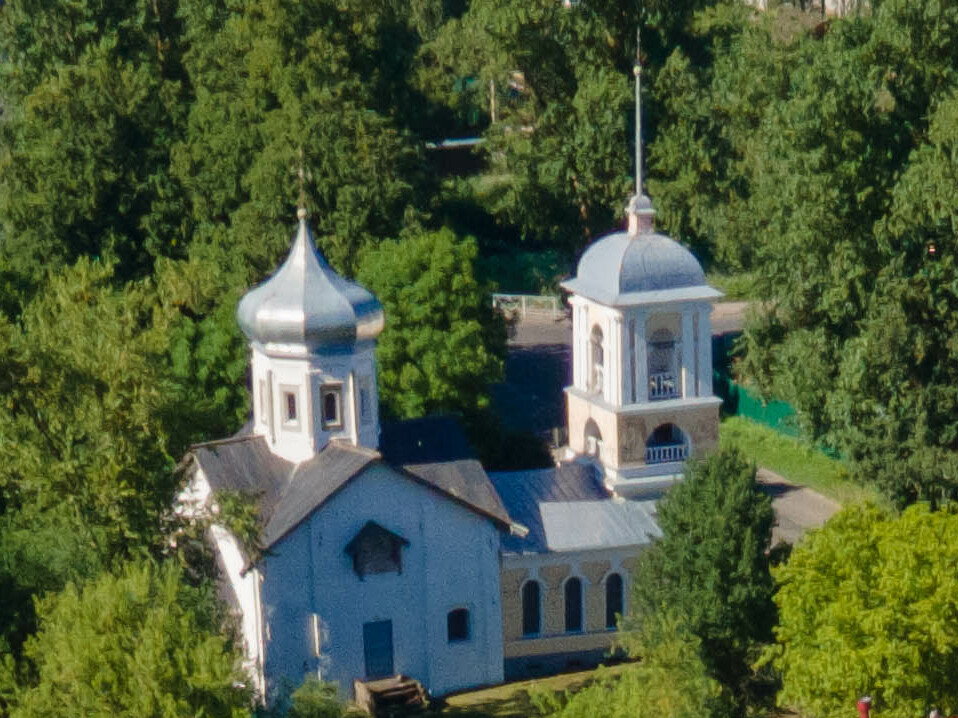
Вид на церковь и колокольню с дрона, 2021 год

## Архитектура
Храм средних размеров, одноглавый. После реконструкции XVIII века стены богато декорированы, с лопатками на стенах и барабане, покрытие основного объёма восьмискатное. Церковь отличается пониженной апсидой, крещатыми столбами, изразцовым декором барабана, угловыми сводами оригинальной конструкции, обилием голосников в парусах и барабане. Церковь XIV века была четырёхстолпной, без притворов, с двумя пониженными апсидами помимо центральной, имела трёхлопастное завершение, была декорирована слабо, не имела лопаток на фасадах.